# 阿部まりな
阿部 まりな（あべ まりな、1983年4月26日 - ）は、神奈川県出身の元ファッションモデル、元タレント。血液型はA型。身長167cm。オスカープロモーションに所属していた。

## 来歴
高校在学中より雑誌『プチセブン』（小学館）の専属モデルを務める。その後も『with』（講談社）専属モデル、『Style』（講談社）レギュラーモデルとして活躍するが、現在はモデル業の他、海外レポーター・ナビゲーターとしてテレビ番組に出演していた。
2011年10月9日、俳優の天野慶久と結婚。結婚式に参加した甘糟記子によると、「たまたま企画したご飯会が出会いのきっかけであること」、「（阿部が）もうすぐママ友になる予定」であるとブログに記されている。

## 人物
- 趣味は、映画鑑賞・美術館巡り・旅・料理。
- 日本映画ペンクラブ会員

## 出演

### 雑誌
- レギュラー・専属誌
  - Style（講談社）レギュラー
  - with（講談社）　専属契約（2004年 - 2006年）
  - プチセブン（小学館）　専属契約（1999年 - 2002年）
  - デジタルef（主婦の友社）レギュラー

- その他
  - ar（主婦と生活社）
  - mina（主婦の友社）
  - Junie（扶桑社）
  - Pretty Style（小学館）
  - 美的（小学館）
  - Gainer（光文社）

### テレビ
- 日立 世界・ふしぎ発見!（TBS）
ミステリーハンターとして10回出演し、出演回数は望月理恵と並び歴代17位（2008年6月28日現在）。
  1. 2004年3月6日 第862回『神の島バリ 知られざる癒しの楽園』
  2. 2004年6月19日 第875回『信長・秀吉・家康に学べ! 戦国 天下盗り健康法!』
  3. 2004年10月30日 第892回『奇跡の絶景 九寨溝』
  4. 2005年1月15日 第901回『英仏横断ミステリー紀行 アーサー王伝説の謎を探れ!』
  5. 2005年11月12日 第939回『イスファハン イランとペルシアをつなぐ楽園』
  6. 2006年1月28日 第948回『温泉アイランド探訪記』
  7. 2006年10月21日 第982回『東方のピラミッド 〜西夏王国の遺産〜』
  8. 2007年2月3日 第996回『中国・戦国ミステリー謎の軍団・墨家』
  9. 2007年6月2日 第1010回『テルモピレー・300人の奇跡』
  10. 2008年6月28日 第1059回『エチオピア 封印されたアフリカの千年王国』

- 旅スル映画（ムービープラス）
レギュラーナビゲーターとして世界各地を訪れながら映画情報をナビゲート。
  1. 2007年7月 - 9月 第1回『ボストン編』
  2. 2007年10月 - 12月 第2回『ニューヨーク編』
  3. 2008年1月 - 3月 第3回『ロンドン編』
  4. 2008年4月 - 6月 第4回『フランス編』
  5. 2008年7月 - 9月 第5回『韓国編』
  6. 2008年10月 - 12月 第6回『イタリア編』
  7. 2009年1月 - 3月 第7回『ロサンゼルス編』
  8. 2009年4月 - 6月 第8回『香港編』
  9. 2009年8月 - 12月 第9回『ハリウッド編』
  10. 2010年2月 - 3月 第10回『オーストラリア編』
  11. 2010年4月 - 6月 第11回『ハワイ編』
  12. 2010年7月 - 9月 第12回『韓国編』
  13. 2010年10月-12月  第13回『イギリス編』
  14. 2011年1月-3月  第14回『タイ編』
  15. 2011年4月-6月  第15回『台湾編』
  16. 2011年7月-9月  第16回『ニューヨーク編』

- アナザースカイ（日本テレビ）
ワールドレポーターとして出演。
  1. 2008年10月24日 『SHIHO/ハワイ オアフ島』
  2. 2008年11月14日 『石田純一/イタリア ポジターノ』
  3. 2008年11月21日 『中川翔子/中国 香港』
  4. 2008年12月5日 『辺見えみり/フランス パリ』
  5. 2008年12月19日 『谷村奈南/ハワイ ホノルル』
  6. 2009年1月9日 『山田五郎/オーストリア ザルツブルク』
  7. 2009年2月20日 『はるな愛/韓国 ソウル』
  8. 2009年4月17日 『高嶋ちさ子/アメリカ合衆国 マイアミ』
  9. 2009年6月6日 『高田延彦/ブラジル リオ・デ・ジャネイロ』
  10. 2009年6月26日 『小野リサ/ブラジル リオ・デ・ジャネイロ』
  11. 2009年7月3日 『茂木健一郎/ドイツ ライプツィヒ』
  12. 2009年8月14日 『鈴木おさむ/エジプト カイロ』
  13. 2009年9月11日 『武田双雲/中国 上海・紹興』
  14. 2009年11月13日 『千原ジュニア/ベトナム・ホーチミン』
  15. 2009年12月4日 『中澤佑二/ブラジル・ベロオリゾンチ』
  16. 2010年1月8日 『IMALU/カナダ・ビクトリア』

- 晴れ・どきドキ晴れ（2007年10月 - 2008年3月出演、中部日本放送） - 晴れドキ調査隊
- 週刊!健康カレンダー カラダのキモチ（2008年4月 - 2009年3月出演、中部日本放送） - カラダのキモチ調査隊
- 健康トリプルアンサー（2008年10月 - 2010年3月出演、BS-TBS） - 健康トピックスリポーター

### CM
- バンダイ『たまごっち』
- 日本マクドナルド『月見バーガー　和服編』
- ラ・パルレ
- 日本郵政公社

### ラジオ
- ドットコムマネー塾（ニッポン放送） - アシスタント（2006年10月 - 2010年9月）
- 東京ダイナマイトのモアトーク〜聴いてチョベリ場〜（ABCラジオ）-お笑い芸人東京ダイナマイトとラジオパーソナリティー（2008年11月〜）
- HOLIDAY SPECIAL（J-WAVE）-2009.1.12

### 広告・カタログ
- JAL沖縄2006（イメージキャラクター）
- Dear Happy（イメージキャラクター）
- ニッセン（カタログ）
- 千趣会（カタログ）
- 丸井「voi」（カタログ）
- Wedding Book（カタログ）
- ジョイフル恵利（カタログ）

### Web
- 小学館FAnetにて映画コラム「ラブ★シネマトーク」（全8回）を執筆

1. 第1回「ティファニーで朝食を」
2. 第2回「プラダを着た悪魔」
3. 第3回「プライスレス～素敵な恋の見つけ方～」
4. 第4回「魔法にかけられて」
5. 第5回「エディット・ピラフ～　愛の賛歌～」
6. 第6回「それでも生きる子供たちへ」
7. 第7回「コヨーテ・アグリー」
8. 第8回「プリティ・ウーマン」

上記連載ののち、FAnetにて連載ブログ「まりなのアンテナ」を執筆。